# Edificio Telecom
El Edificio Telecom es un edificio inteligente de oficinas que se encuentra en el barrio de Puerto Madero, en Buenos Aires, Argentina, y es el primer edificio de oficinas moderno levantado en dicho barrio, antiguamente un puerto comercial que había caído en el abandono.
Fue diseñado por el estudio de arquitectura estadounidense Kohn, Pedersen, Fox Associates (KPF), asociados con el estudio argentino Hampton-Rivoira y construido por Benito Roggio Construcciones por encargo de la empresa telefónica Telecom Argentina, para alojar su sede central en Buenos Aires. Ubicado en un lote propiedad de la desarrolladora inmobiliaria IRSA, el edificio fue inaugurado el 18 de febrero de 1998. Es uno de los primeros edificios en altura de la Argentina para el cual se utilizó acero como material estructural para su construcción.

## Descripción

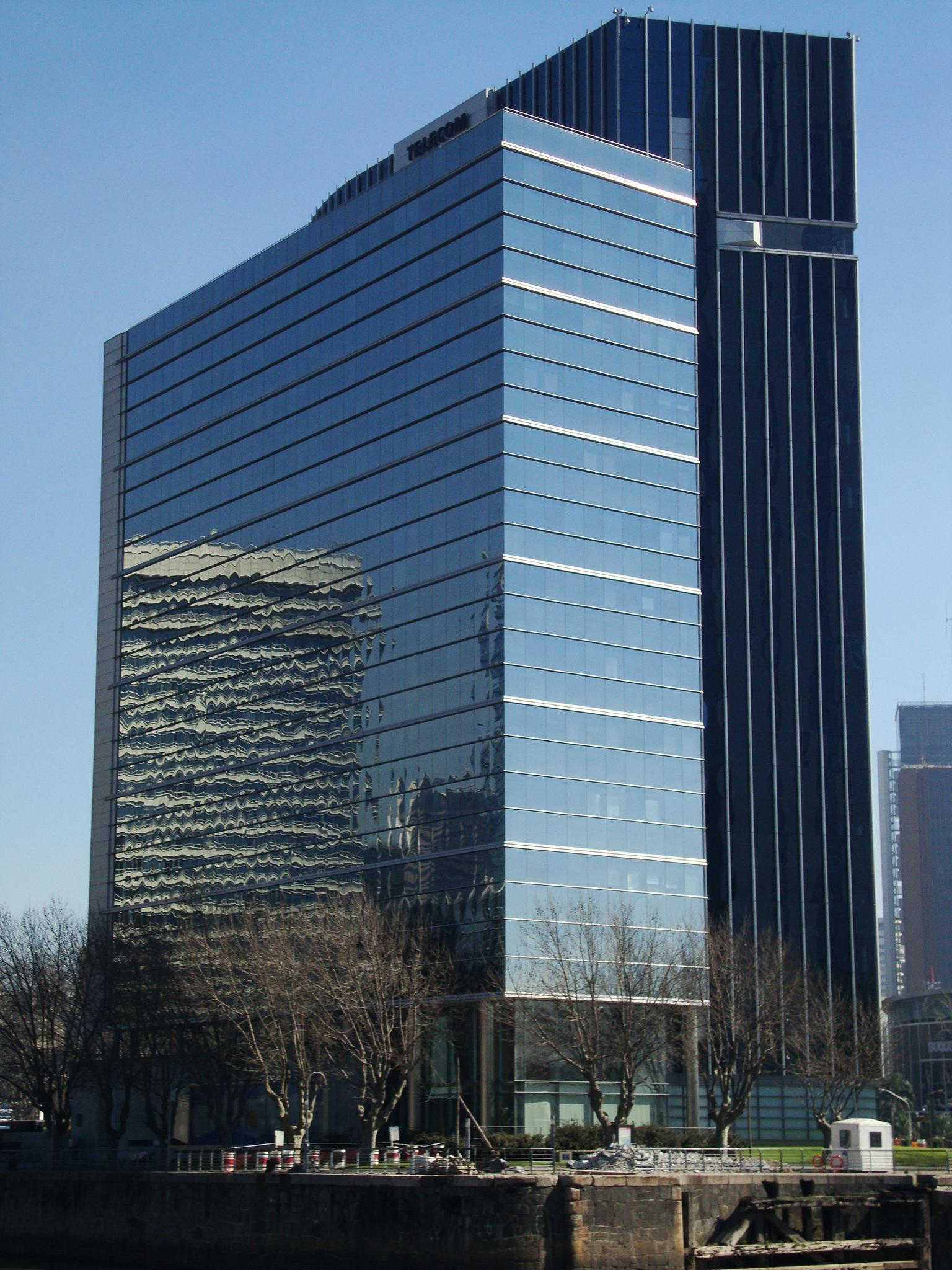
Desde el malecón este del Dique 4

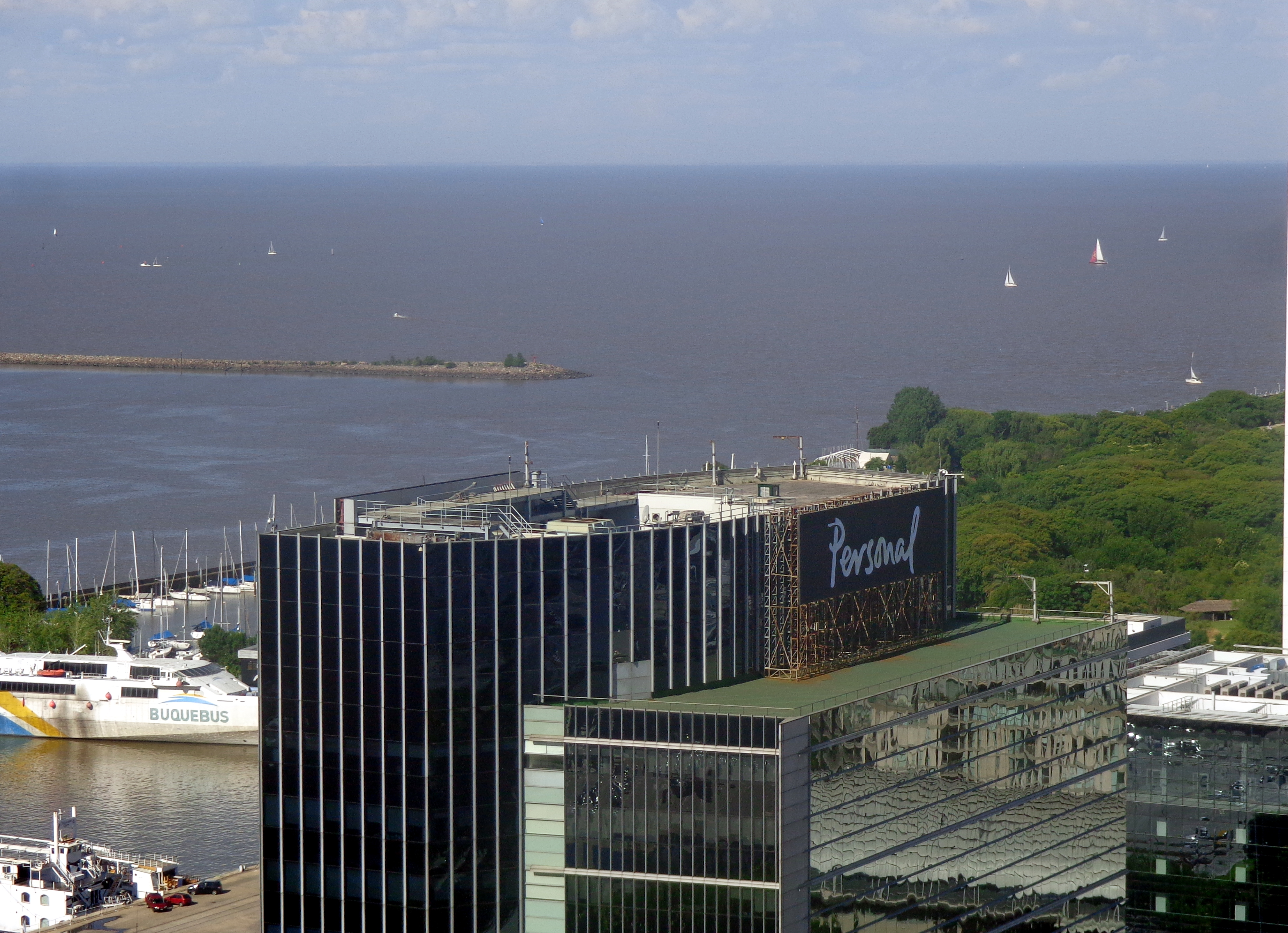
Desde la terraza del edificio República

El edificio Telecom se caracteriza por sus dos cuerpos unidos, uno de aspecto prismático
Posee un núcleo central con dos volúmenes dispuestos en sentido este - oeste. El cuerpo norte con vista a la Dársena Norte es más alto, un frente curvo y perfiles de aluminio verticales, y el sur es de menos altura y con los perfiles de aluminio horizontales, mirando a los diques y enfrentado con el Edificio Malecón, a 2 km de distancia.
El acceso al edificio es por una plaza seca rampante con baldosas de granito, con una fuente. En la esquina del terreno está la entrada de vehículos y un estacionamiento al aire libre y más cerca, un cono truncado de hormigón que encierra los generadores eléctricos.
El vestíbulo del Telecom se encuentra recostado sobre un lado del núcleo del edificio, y posee una pared ondulada de placas de madera, adornada con un muro de vidrio arenado con composiciones geométricas. Sobre esta pared están las puertas de acceso a la batería de ascensores. En la planta baja se alzan dos muros de hormigón visto, uno con ventanas que iluminan el vestíbulo y otro que lo separa del estacionamiento y la rampa para coches.
Los pisos superiores están ocupados por las oficinas de la empresa, y se desarrollan con un pasillo central separado con mamparas de caoba y vidrio esmerilado de las oficinas, que se ubican en el perímetro, para obtener iluminación natural en ambos ambientes. En el piso 13 se ubica la presidencia de la empresa, en un escritorio cuya decoración estuvo a cargo del estudio Hampton-Rivoira y Asociados, con sus paredes recubiertas con telas enmarcadas con tablas de caoba.